# Đerdapsko jezero
Đerdapsko jezero ili jezero Đerdap (rum. Lacului de acumulare Porţile de Fier) je umjetno akumulacijsko jezero na Dunavu u istočnoj Srbiji na granici s Rumunjskom. Nastalo je 1972. kada su Jugoslavija i Rumunjska izgradile hidrocentralu „Đerdap“. Jezero leži u Đerdapskoj klisuri. Na obali jezera nalazi se Nacionalni park Đerdap. 
Jezero je dugačko preko 100 kilometara, a na najširem mjestu široko je 8 kilometara. Najveća dubina dostiže 100 metara. Površina jezera je 253 km², od čega je 163 km² na srpskoj, a 90 km² na rumunjskoj strani. Po veličini je četvrto na Balkanu i najveće u Srbiji. 

### Slike s Đerdapskog jezera
- Tvrđava Golubac